# Мизгунова, Прасковья Петровна
Мизгунова Прасковья Петровна (29 мая 1924 — 31 августа 2007) — передовик советского сельского хозяйства, доярка племенного молочного совхоза № 55 министерства совхозов СССР, Гурьевский район Калининградской области, Герой Социалистического Труда (1950).

## Биография
Родилась в 1924 году в деревне Покослово, ныне Стародубского района Брянской области.
В 1946 году по направлению отправилась по программе переселения в Калининградскую область. Трудоустроилась в молочный совхоз № 55. С 1947 по 1951 годы отработала дояркой. Своим упорством и прилежным трудом заслужила уважение и была отмечена как передовой работник совхоза. В 1948 году она смогла надоить 4372 килограмма молока от каждой коровы в среднем за год. Участвовала в социалистическом соревновании и в 1949 году добилась высочайшего результата надоив 6105 килограммов молока от каждой из 8 закреплённых коров.
«За достижение высоких показателей в животноводстве в 1949 году», указом Президиума Верховного Совета СССР от 6 сентября 1950 года Прасковье Петровне Мизгуновой было присвоено звание Героя Социалистического Труда с вручением ордена Ленина и медали «Серп и Молот».
В 1952 году начала обучение в Гусевском сельскохозяйственном техникуме, который с отличием закончила в 1955 году. В 1953 году стала представлять свой район в Калининградском областном совете депутатов, с 1954 года член КПСС.
Позже переехала в Московскую область, где, проработав четыре года, поступила в Сельскохозяйственную академию имени Тимирязева. В 1964 году получила диплом об окончании высшего учебного заведения.
С июня 1971 года работала в Черниговской области, на Украине.
Проживала в городе Клин в доме-интернате с февраля 2001 года. Умерла 31 августа 2007 года.

## Награды
За трудовые успехи была удостоена:
- золотая звезда «Серп и Молот» (06.09.1950)
- орден Ленина (06.09.1950)
- другие медали.